# Karl Vernon

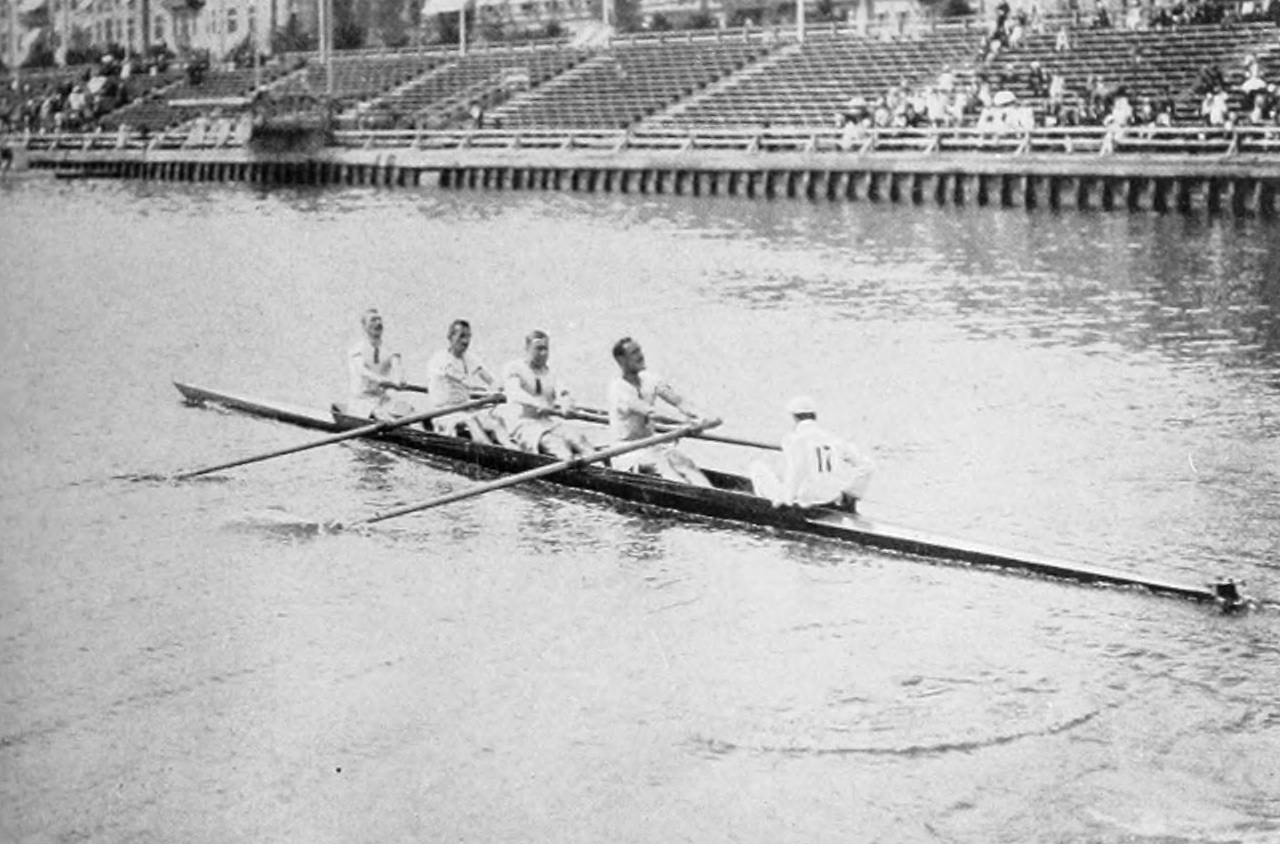
Britischer Olympiavierer 1912 mit Beresford, Vernon, Rought, Logan und Stm. Carr (von links).

Karl Vernon (Spitzname The Bean; * 19. Juni 1880 in Neuenahr; † 11. Juli 1973 in Worthing) war ein britischer Ruderer und Rudertrainer.

## Leben
Der im Deutschen Reich geborene Vernon wurde etwa im Jahr 1904 Mitglied im einflussreichen Thames Rowing Club in London-Putney. Ab 1906 nahm er regelmäßig an der Henley Royal Regatta teil, häufig ruderte er dabei mit Julius Beresford. Mit diesem bildete Vernon im Herbst 1907 einen neuen Vierer gemeinsam mit Bruce Logan und Charlie Rought, der in Henley 1909 und 1911 den Stewarts’ Challenge Cup gewinnen konnte. Bei der olympischen Ruderregatta 1912 in Stockholm wurde wegen eines kurvigen Ruderkurses nur ein Wettbewerb im Vierer mit Steuermann angeboten, der in England nicht sonderlich beliebt war. Das Quartett trat deshalb mit Steuermann Geoffrey Carr in einem 20 Jahre alten Boot an und gewann die Silbermedaille hinter einer deutschen Auswahl vom Ludwigshafener Ruderverein mit einem Abstand von rund zwei Bootslängen.
Nach seiner aktiven Karriere als Sportler wurde Vernon ein einflussreicher Rudertrainer beim Thames Rowing Club und bei verschiedenen Universitätsrudervereinen. Er übernahm darüber hinaus Ehrenamtspositionen in seinem Heimatverein. Im Jahr 1954 ließ er all seine gewonnenen Trophäen und Medaillen einschmelzen und daraus einen Pokal in Form einer Statue des Ruderers Jack Beresford anfertigen, dem Sohn seines ehemaligen Ruderpartners Julius Beresford. Der Wanderpokal wird jährlich als Vernon Trophy beim Head of the River Race der schnellsten Vereinsmannschaft verliehen, die auf dem von Gezeiten betroffenen Teil der Themse in London trainiert („Tideway“).
Beruflich arbeitete Vernon als Architekt, zeitweilig für die Behörde London County Council. Er führte einen vegetarischen Lebensstil und erhielt dafür den Spitznamen The Bean. Im Ersten Weltkrieg diente er im Royal Army Medical Corps, wofür er mit der Military Medal (MM) ausgezeichnet wurde.